# Ubisoft Reflections
Ubisoft Reflections, vroeger Reflections Interactive Limited, is een Brits computerspelontwikkelaar gevestigd in Newcastle upon Tyne. Reflections werd in 1984 opgericht door Martin Edmondson. In 2006 werd Reflections voor 24 miljoen pond gekocht door Ubisoft.

## Ontwikkelde spellen
| Release | Titel                              | Platform                                                               | Uitgever          |
| ------- | ---------------------------------- | ---------------------------------------------------------------------- | ----------------- |
| 1986    | Ravenskull                         | BBC Micro, Acorn Electron                                              | Superior Software |
| 1987    | Codename: Droid                    | BBC Micro, Acorn Electron                                              | Superior Software |
| 1987    | Stryker's Run                      | Acorn Electron                                                         | Superior Software |
| 1989    | Shadow of the Beast                | Amiga                                                                  | Psygnosis         |
| 1989    | Ballistix                          | Amiga, Atari ST                                                        | Psygnosis         |
| 1990    | Shadow of the Beast II             | Amiga, Atari ST                                                        | Psygnosis         |
| 1990    | Awesome                            | Amiga, Atari ST                                                        | Psygnosis         |
| 1992    | Shadow of the Beast III            | Amiga                                                                  | Psygnosis         |
| 1994    | Brian the Lion                     | Amiga                                                                  | Psygnosis         |
| 1995    | Destruction Derby                  | PlayStation, MS-DOS, Sega Saturn                                       | Psygnosis         |
| 1996    | Destruction Derby 2                | PlayStation, MS-DOS, Windows                                           | Psygnosis         |
| 1998    | Thunder Truck Rally                | PlayStation, MS-DOS, Windows                                           | Psygnosis         |
| 1999    | Driver                             | PlayStation, Windows, Macintosh, Game Boy Color                        | GT Interactive    |
| 2000    | Driver 2                           | PlayStation, Game Boy Advance                                          | Infogrames        |
| 2002    | Stuntman                           | PlayStation 2                                                          | Infogrames        |
| 2004    | Driv3r                             | PlayStation 2, Windows, Xbox                                           | Atari             |
| 2006    | Driver: Parallel Lines             | PlayStation 2, Windows, Xbox, Wii                                      | Atari, Ubisoft    |
| 2007    | Driver 76                          | PlayStation Portable                                                   | Ubisoft           |
| 2008    | Emergency Heroes                   | Wii                                                                    | Ubisoft           |
| 2009    | Monster 4x4: Stunt Racer           | Wii                                                                    | Ubisoft           |
| 2011    | Driver: San Francisco              | Wii, PlayStation 3, Xbox 360, Windows, Mac OS X                        | Ubisoft           |
| 2011    | Just Dance 3                       | PlayStation 3                                                          | Ubisoft           |
| 2012    | Far Cry 3                          | PlayStation 3, Windows, Xbox 360                                       | Ubisoft           |
| 2012    | Just Dance 4                       | PlayStation 3, Wii, Wii U, Xbox 360                                    | Ubisoft           |
| 2013    | Just Dance 2014                    | PlayStation 3, PlayStation 4, Wii, Wii U, Xbox 360, Xbox One           | Ubisoft           |
| 2014    | Watch Dogs                         | PlayStation 3, Windows, Xbox 360                                       | Ubisoft           |
| 2014    | Just Dance 2015                    | PlayStation 3, PlayStation 4, Wii, Wii U, Xbox 360, Xbox One           | Ubisoft           |
| 2014    | The Crew                           | PlayStation 4, Windows, Xbox One                                       | Ubisoft           |
| 2015    | Grow Home                          | Windows                                                                | Ubisoft           |
| 2015    | Assassin's Creed Syndicate         | PlayStation 4, Windows, Xbox One                                       | Ubisoft           |
| 2016    | Tom Clancy's The Division          | PlayStation 4, Windows, Xbox One                                       | Ubisoft           |
| 2016    | Grow Up                            | PlayStation 4, Windows, Xbox One                                       | Ubisoft           |
| 2017    | Tom Clancy's Ghost Recon Wildlands | PlayStation 4, Windows, Xbox One                                       | Ubisoft           |
| 2017    | Ode                                | Windows                                                                | Ubisoft           |
| 2017    | Atomega                            | Windows                                                                | Ubisoft           |
| 2018    | Far Cry 5                          | PlayStation 4, Windows, Xbox One                                       | Ubisoft           |
| 2018    | The Crew 2                         | PlayStation 4, Windows, Xbox One                                       | Ubisoft           |
| 2019    | Tom Clancy's The Division 2        | PlayStation 4, Windows, Xbox One                                       | Ubisoft           |
| 2020    | Watch Dogs: Legion                 | PlayStation 4, PlayStation 5, Stadia, Windows, Xbox One, Xbox Series X | Ubisoft           |